# توريكايلا ديل مونتي
بلدية توريكايلا ديل مونتي (بالإسبانية: Torrecilla del Monte)‏, هي إحدى بلديات مقاطعة برغش, التي تقع في منطقة قشتالة وليون, والتي تقع في شمال غرب إسبانيا.
يبلغ عدد سكانها 87 نسمة وفقاً لإحصائية سنة (2002).